# Comté de Wajir

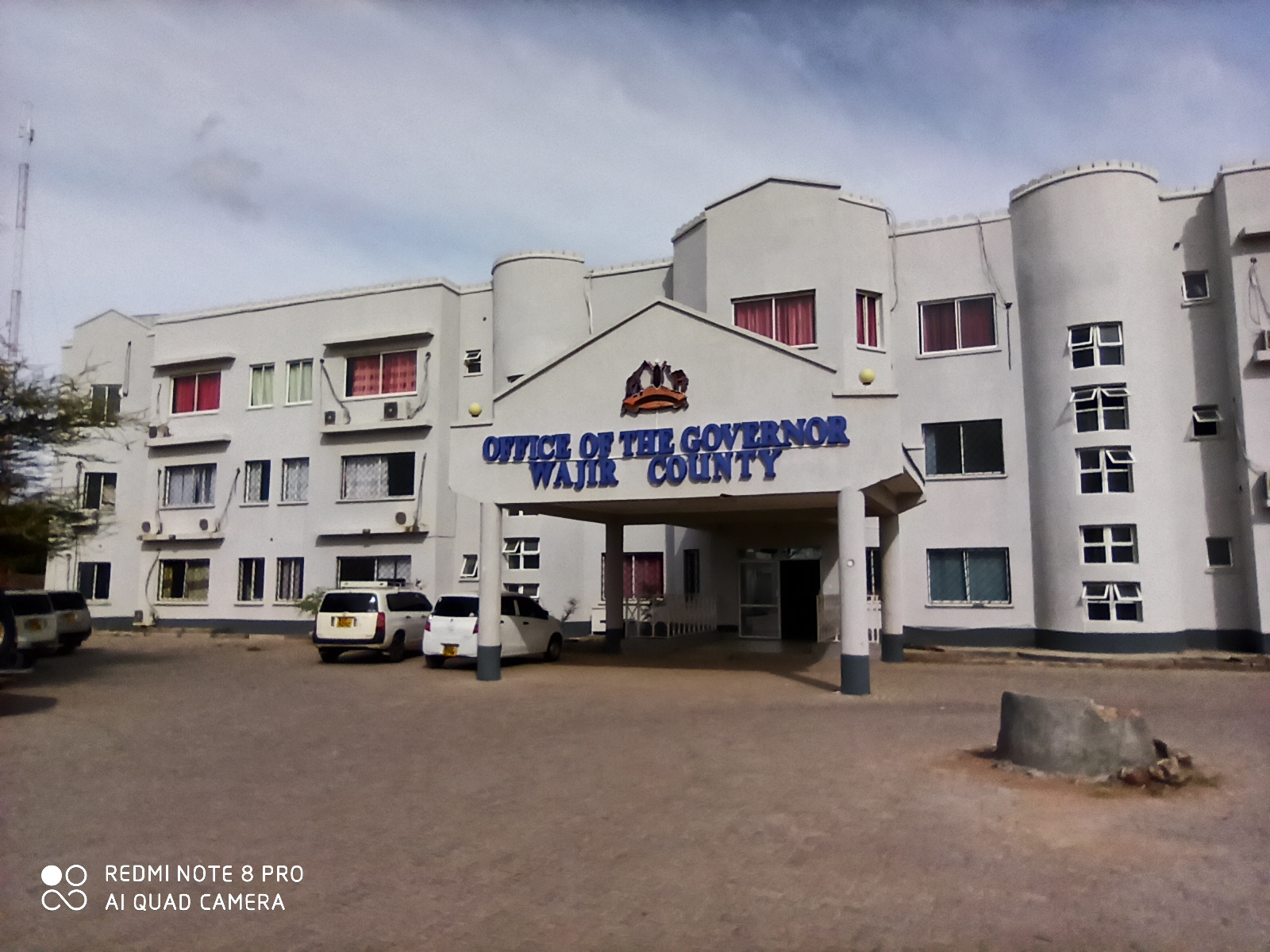
Bureau du gouverneur du comté de Wajir

Le comté de Wajir est un comté de l'ancienne province du nord-est du Kenya. Sa capitale et sa plus grande ville est Wajir. Il a une population de 781 263 habitants et une superficie de 55 840,6 km2. Le comté est bordé au nord par l'Éthiopie, au nord-est par le comté de Mandera, à l'est par la Somalie, au sud par le comté de Garissa, à l'ouest par le comté d'Isiolo et au nord-ouest par le comté de Marsabit. Le comté compte six circonscriptions: Eldas, Tarbaj, Wajir Nord, Wajir Ouest, Wajir Est et Wajir Sud . 

## Géographie et climat
Le comté se compose d'une plaine sans relief qui s'élève d'environ 150 m au-dessus du niveau de la mer au sud et à l'est et jusqu'à 400 m au nord. La région est sujette aux inondations et marécages saisonniers . Le comté de Wajir possède un climat semi-aride avec des précipitations annuelles d'environ 240 mm. 

## Population
| Centre urbain | Population 2009 . |
| ------------- | ----------------- |
| Wajir         | 82 800            |
| Habaswein     | 21 890            |
| Bute          | 19 723            |
| Tarbaj        | 16 043            |
| Eldas         | 15 243            |
| Griftu        | 9 550             |

## Subdivisions de comté

### Sous-comtés
En 2019, le comté de Wajir est divisé en 7 sous-comtés:  
| Sous-comté  | Population | Surface du terrain (Sq. km) | Pop. densité |
| ----------- | ---------- | --------------------------- | ------------ |
| Buna        | 49 886     | 3 892,8                     | 13           |
| Eldas       | 88,509     | 4 444,0                     | 20           |
| Habaswein   | 174 134    | 10 912,5                    | 16           |
| Tarbaj      | 57,232     | 9 650,9                     | 6            |
| Wajir East  | 110 654    | 4 055,1                     | 27           |
| Wajir North | 62 206     | 4 042,9                     | 15           |
| Wajir South | 116 814    | 10 732,6                    | 11           |
| Wajir West  | 121,828    | 9 042,3                     | 13           |

### Divisions
Le comté de Wajir est divisé en quatorze divisions administratives: 
| Division        | Population* | Pop. densité* | Superficie (km²) | Quartier général |
| --------------- | ----------- | ------------- | ---------------- | ---------------- |
| Buna            | 29,160      | 5             | X                | Buna             |
| Bute            | 14 684      | 20            | X                | Bute             |
| Central         | 51 006      | 22            | X                | Wajir            |
| Diff            | 19 052      | 3             | X                |                  |
| Eldas           | 9 166       | 4             | X                | Eldas            |
| Sarman          | 29 166      | 4             | X                | Sarman           |
| Griftu          | 42 333      | 6             | X                | Griftu           |
| Gurar           | 18 087      | 7             | X                | Gurar            |
| Habaswein       | 27 467      | 6             | X                | Habaswein        |
| Hadado          | 19 787      | 5             | X                | Hadado           |
| Kotulo          | 23 016      | 9             | X                | Kotulo           |
| Lafaley         | 5 883       | 12            | X                |                  |
| Lagboqol        | 25 699      | 3             | X                | Lagboqol         |
| Tarbaj          | 62 758      | 4             | X                | Tarbaj           |
| Wajir-Bor       | 17 046      | 4             | X                |                  |
| Total           | 366 847     | 4             | X                |                  |
| * 1999 census . |             |               |                  |                  |

## Villages et agglomérations
- El Ben
- Bute Helu
- Giriftu
- Khorof Harar
- Adadijole
- Sarman
- Diif
- Buna
- Eldas
- Hadaado